# Affaire du casse de la BCEAO
Le casse de la BCEAO est l'attaque, le 24 septembre 2003, de l’agence de la Banque centrale des Etats de l’Afrique de l’Ouest (BCEAO) à Bouaké, alors sous le contrôle de la rébellion de Guillaume Soro. Entre 16 et 20 milliards de Franc CFA (entre 24 et 30 millions d’euros) auraient été dérobés.

## Déroulement
Le mercredi 24 septembre, des coups de feu éclatent entre un groupe d'hommes repliés au sein de l'agence et un autre groupe puissamment armé à l'extérieur. Le groupe assiégé lance en l'air des liasses de billets pour créer de la confusion. Les échanges de tirs, de plus en plus sporadiques, durent trois jours. Les troupes ouest-africaines d’interposition et les soldats français de l’opération Licorne finissent par venir sécuriser la zone mais le groupe de braqueurs s'est volatilisé.
À l'intérieur, tous les coffres de la banque ont été ouverts et entièrement vidés de leur contenu. L'équipe semble avoir pris son temps et s'être installée dans les locaux de l'agence mise à sac.
Les combats font vingt-trois morts et une trentaine de blessés.
Un mois plus tard, le 28 octobre 2003 et à 24 heures d’intervalle, les agences de la BCEAO à Man et à Korhogo, ont été attaquées.

## Auteurs
Personne n'a jamais été inculpée par la justice ivoirienne pour ce braquage.
En 2003, beaucoup d'observateurs à la BCEAO ou en France sont convaincus que le braquage a été organisé par Guillaume Soro.
Selon une information non confirmée, des manifestants qui ont chassé le président burkinabè Blaise Compaoré au Burkina en octobre 2014 ont découvert au siège d’une société appartenant à Mamou Doukouré, proche du couple Compaoré, des sacs de billets de banque marqués (et donc inutilisables) qui viendraient de l’argent volé dans les agences ivoiriennes de la BCEAO.
Selon un témoignage toujours sujet à caution d'un certain Togo Belco, chef dozo malien très proche de l'ex-Comzone Zakaria Koné et à cette époque à la tête du « 3e bataillon de Bouaké », le braquage a été organisé par Guillaume Soro en étroite collaboration avec Chérif Ousmane.